# Chevrolet Cosworth Vega
Chevrolet Cosworth Vega — субкомпактный четырёхместный автомобиль, выпускавшийся в 1975—1976 модельных годах компанией Chevrolet. Являлся высокопроизводительной версией Chevrolet Vega ограниченной серии.
Chevrolet разработал полностью алюминиевый рядный четырёхцилиндровый двигатель объёмом 122 кубических дюйма (1999 см3), в то время как британская компания Cosworth Engineering разработала головку блока цилиндров с двумя распредвалами. Было выпущено 5000 двигателей.
Всего выпущено 3508 автомобилей Chevrolet Cosworth Vega. Они стоят почти в два раза дороже, чем базовый Chevrolet Vega, и всего на 900 долларов США меньше, чем Chevrolet Corvette (1975).

## История

### Происхождение гонок
Двигатель Project EA, разработанный компанией Cosworth Engineering, основан на двигателе Vega с алюминиевым блоком цилиндров. Он выдавал мощность 190 кВт (260 л. с.). Водители автомобилей Chevron и Lola с двигателем Cosworth EA побеждали в гонках 2 Litre Class в их первых заездах. Двигатель Cosworth Vega с кодовым обозначением RPO Z09 являлся ослабленной версией. Диаметр цилиндра, ход поршня и размеры клапанов были идентичны, однако в двигателе отсутствовала система смазки с сухим картером. Двигатель RPO Z09 имел меньшую степень сжатия и другие фазы газораспределения, вместо системы механического впрыска топлива Lucas использовалась система электронного впрыска топлива Bendix, что позволяло справляться с широким диапазоном условий эксплуатации, а также соответствовать нормам выбросов.

### Разработка
В марте 1970 года генеральный директор и вице-президент GM Джон Делореан отправил конструктора двигателей Кельвина Уэйда в Англию в поисках технологии головки блока цилиндров для улучшения характеристик Vega. Для контроля выбросов без потери мощности потребовалась система впрыска топлива; кроме того, были необходимы более прочные внутренние детали, совместимые с существовавшим блоком цилиндров и головкой блока цилиндров Cosworth. Летом того же года Делореан уполномочил Уэйда выпустить прототип двигателя Cosworth Vega. Скудный бюджет и сопротивление менеджеров между Уэйдом и Делореаном означали низкий приоритет для проекта, но после одобрения Делореана его нельзя было отменить.
По состоянию на июнь 1971 года прототип развивал мощность 130 кВт (170 л. с.) с двумя двухкамерными карбюраторами Holley-Weber. На Пасху 1972 года президент GM Эдвард Коул провёл сравнительные испытания трёх моделей Vega: базовой версии, прототипа с алюминиевым двигателем V8 и версии с двигателем Cosworth. Он пообещал одобрить просьбу Делореана о начале производства Cosworth со стороны Группы инженерной политики (англ. Engineering Policy Group). Вскоре последовало одобрение разработки, направленной на сертификацию Агентством по охране окружающей среды США (EPA), и Уэйд начал программу разработки 12 автомобилей, чтобы накопить испытательный пробег в различных условиях, включая большую высоту, жару и холод, чтобы проверить пригодность двигателя. На испытательном полигоне GM в пустыне автомобиль достиг 196 км/ч.
В апреле 1973 года проект был заморожен. Всего было выпущено два автомобиля в целях набора пробега для сертификации EPA. Представители прессы были уведомлены о программе, и в августе 1973 года в журнале Car and Driver была опубликована статья, в которой сообщалось общественности о предстоящем выпуске модели Cosworth Vega с двигателем мощностью 100 кВт (140 л. с.). Двигателю потребовалось больше времени на динамометрические испытания, новые профили распредвалов в целях обмена некоторой высокой выходной мощностью на больший крутящий момент на низких оборотах, а также трубчатый выпускной коллектор взамен чугунного выпускного коллектора. Несмотря на задержку, проект получил более высокий приоритет, большее количество инженерных ресурсов и дополнительное финансирование. Дилеры Chevrolet начали принимать крупные депозиты за раннюю поставку.
В январе 1974 года проект был вновь заморожен. Был выбран коллектор из нержавеющей стали для увеличения мощности от 2000 об/мин до 7000 об/мин. Подъём и продолжительность работы распределительного вала были уменьшены, а кривая крутящего момента была изменена до ориентированного на улицу пика в 5200 об/мин. Координатор проекта Уильям Лардж выпустил два автомобиля для испытаний на прочность. К апрелю 1974 года пробег составил 64000 км, после чего углеводородные кривые на первом автомобиле значительно превысили разрешённые 1,9 г/км из-за сгоревших выпускных коллекторов. Для сертификации необходимо было повторно накопить пятимесячный пробег.
Разработка была возобновлена в целях повышения долговечности выхлопных газов и подготовки двигателя к более строгим стандартам 1975 года. Впрыск топлива был переработан для лучшего распределения воздуха. Добавлены высокоэнергетическое электронное зажигание и каталитический нейтрализатор; также система Pulse Air, функционально такая же, как воздушный насос, но без потери мощности насоса в шесть лошадиных сил. Увеличенный каталитический нейтрализатор дополнительно защищает от потери мощности. Более продвинутые фазы опережения зажигания и топливо, необходимое для работы с нейтрализатором, предотвратили выход из строя выпускного коллектора.
Компания Chevrolet требовала, чтобы все двигатели выдерживали 200 часов при полной нагрузке. Двигатель Cosworth прослужил более 500 часов. Для теста на разрыв сцепления Кейл Уэйд разогнал двигатель до 9400 об/мин собственным ходом без повреждения сцепления или двигателя. Три автомобиля в трёх различных конфигурациях возобновили накопление пробега в сентябре 1974 года.
К январю 1975 года пробег был пройден без поломок. Одна конфигурация оставалась в пределах калифорнийских ограничений 1975 года, что сделало Cosworth Vega единственным автомобилем GM, сертифицированным для всех 50 штатов. 14 марта 1975 года был выдан экологический сертификат EPA, разрешающий продажу моделей 1975 года. Производство началось сразу для удовлетворения накопившихся заказов. 30 двигателей в день собирались вручную — по два и три рабочих на каждый двигатель — в специально подготовленном помещении с чистым воздухом в Тонаванде, штат Нью-Йорк, первоначально созданном для изготовления полностью алюминиевых двигателей V8 объёмом 7,0 л (427 кубических дюймов) серии ZL-1. На сборочном заводе Vega в Лордстауне производство Cosworth составляло 1,6 автомобиля в час. Cosworth Vega 0001, оригинальный автомобиль с прозрачным капотом из плексигласа, представленный на Чикагском автосалоне, находится в коллекции GM Heritage.

## Описание и изменения

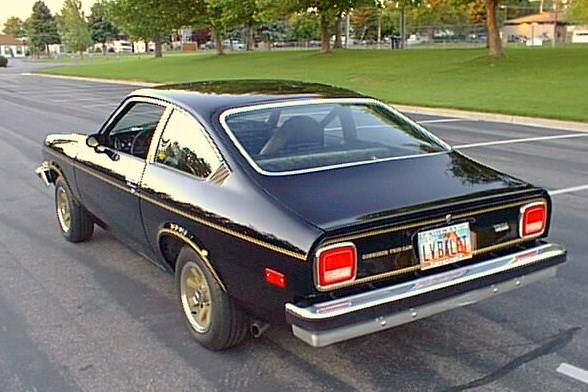
1975 Cosworth Vega

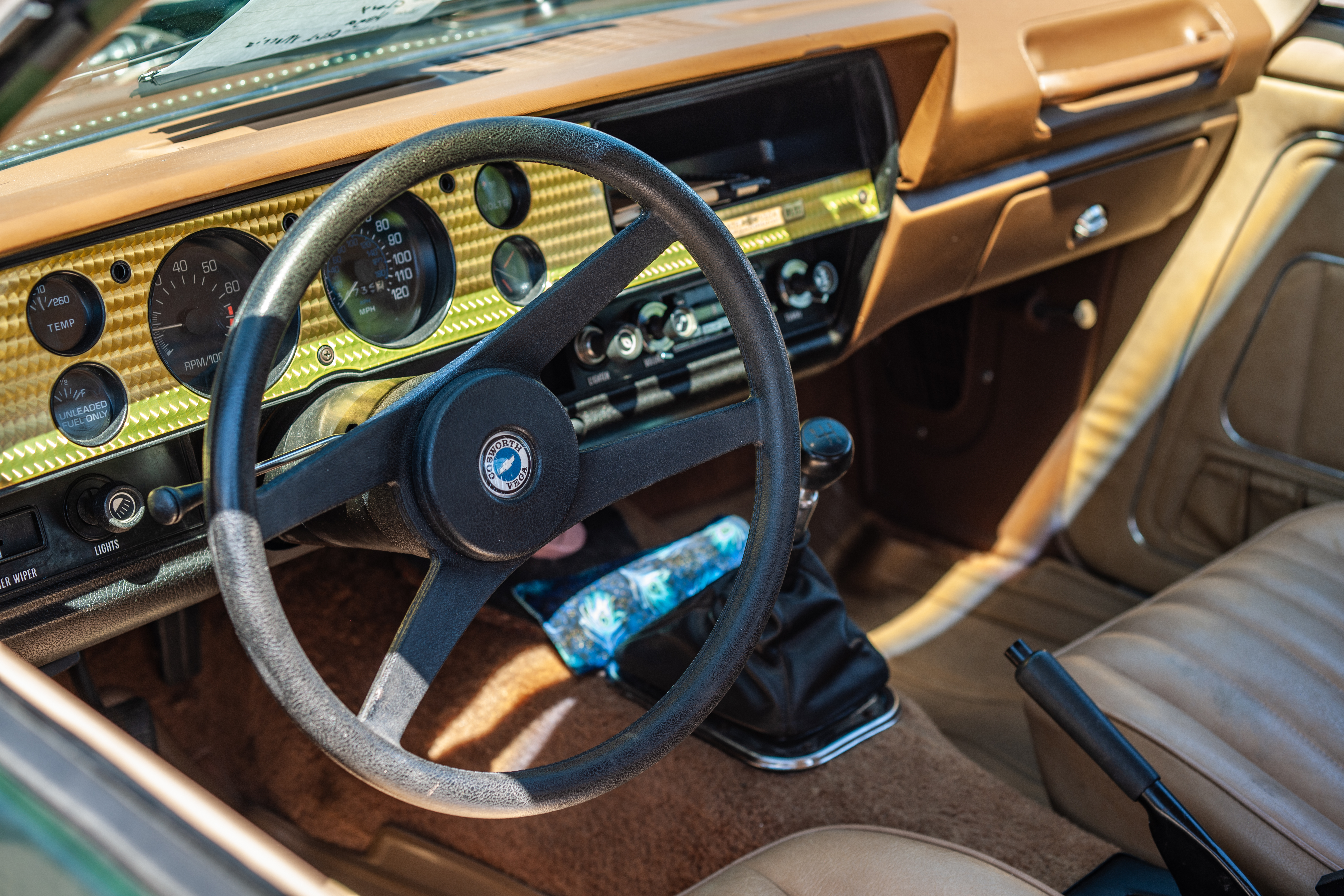
Интерьер Cosworth Vega

Все 2061 Cosworth Vega 1975 года выпуска окрашены чёрной акриловой эмалью с золотой надписью «Cosworth Twin Cam» на передних крыльях и задней части, а также золотистыми полосами на капоте, боковых частях кузова, колёсных арках и задней части. Остальные версии Cosworth Vega окрашивались в чёрный цвет только с середины 1976 года. Большинство автомобилей имеют чёрный салон. Стандартное оформление салона включает кожаную отделку сидений с перфорацией (код опции RPO ZJ1); вставки из ткани чёрного цвета предлагались за 50 долларов. У около 16 процентов автомобилей белые виниловые салоны. Все Chevrolet Cosworth Vega имели приборную панель с отделкой под шлифованный металл золотистого оттенка, табличку на приборной панели с позолотой и номером сборки, тахометр на 8000 об/мин и рулевое колесо с надписью «Cosworth Vega» вокруг логотипа Chevrolet.
Задняя подвеска с торсионной балкой унифицирована с задней подвеской Monza 2 + 2. Передаточное отношение задней оси составляет 3,73:1 благодаря 7,5-дюймовой (190 мм) зубчатой передаче. Опционально был доступен дифференциал повышенного трения. В стандартную комплектацию входили пружины, амортизаторы, стабилизаторы поперечной устойчивости (задний стабилизатор толще, чем у модели Vega GT), эксклюзивные радиальные шины BR70-13 BSW на 6-дюймовых литых алюминиевых дисках британского производства с центральными заглушками Chevy, чёрные рычаги стеклоочистителя, радиатор повышенной производительности и крепления для установки опции «быстрого руля» (англ. Fast Steer). Cosworth Vega являлся первым автомобилем Chevrolet с электронным впрыском топлива. Кондиционер, гидроусилитель руля и усилитель тормозов не предлагались. Новая линейка автомобилей была выпущена в сентябре 1975 года, а серийное производство началось в декабре 1975 года для 1976 модельного года.
В 1976 году Chevrolet Cosworth Vega прошёл фейслифтинг. Автомобиль получил расширенную радиаторную решётку, комбинированные трёхцветные задние фонари и значительные улучшения антикоррозийной защиты кузова. Опционально предлагалась пятиступенчатая механическая трансмиссия Borg-Warner с повышающей передачей и главной парой 4,10. Выхлопная система имела одну выхлопную трубу вместо двойных патрубков, устанавливавшихся в 1975 году. Обивка сидений виниловая, с зернистой структурой. Дополнительные тканевые вставки в сиденья, ранее доступные за отдельную плату, выполнены в стиле «гусиных лапок» под названием sport-cloth. С января 1976 года автомобиль оснащался такими опциями, как панорамная крыша Sky-Roof с тонированным зеркальным стеклом и проигрыватель кассет формата 8-Track. В феврале 1976 года было добавлено восемь цветов кузова Vega: античный белый (Antique White), тёмно-синий (Dark Blue Metallic), огненно-красный (Firethorn Metallic), красное дерево (Mahogany Metallic), оленья кожа (Buckskin), тёмно-зелёный с серыми оттенками (Dark Green Metallic), красно-оранжевый со средне-тёмным оттенком (Medium Saddle Metallic) и умеренный оранжевый (Medium Orange); плюс два дополнительных цвета интерьера, огненно-красный (Firethorn) и оленья кожа (Buckskin). Всего было выпущено 1447 автомобилей. В ноябре 1975 года было принято решение о снятии автомобиля с производства после 1976 модельного года. Производство автомобилей Chevrolet Cosworth Vega завершилось в июле 1976 года, когда модель с окрасом Medium Saddle Metallic была доставлена дилеру в Кливленде, штат Огайо. За тот же период было выпущено 190321 хетчбэк Vega.

## Моторизация

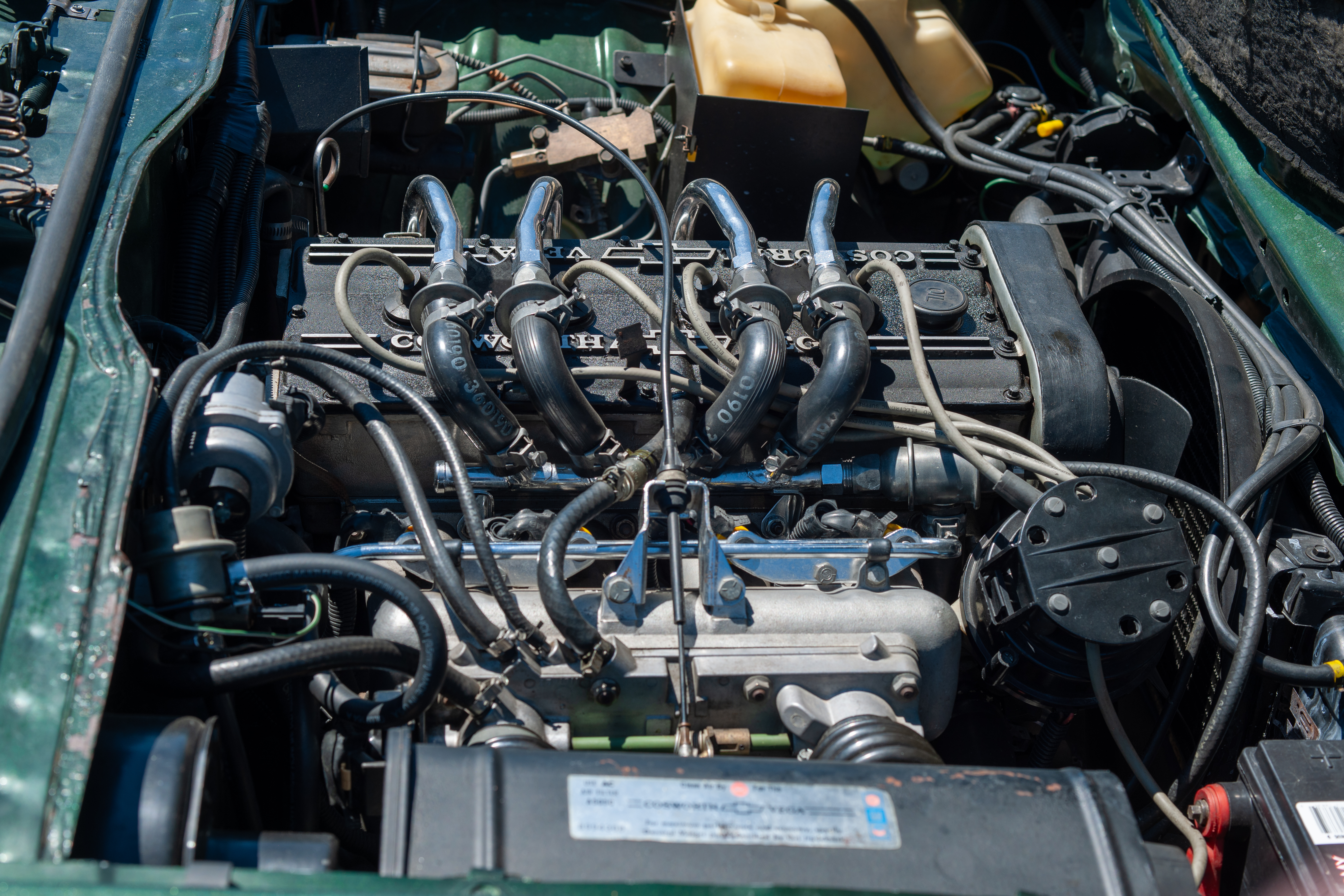
16-клапанный рядный четырёхцилиндровый двигатель Cosworth Twin-Cam с электронным впрыском топлива (EFI) объёмом 2,0 л (122 кубических дюйма), мощностью 110 л. с.

Cosworth Vega Twin-Cam — рядный четырёхцилиндровый двигатель объёмом 122 кубических дюйма (1999 см3) с блоком цилиндров из литого под давлением алюминиевого сплава и 16-клапанной головкой блока цилиндров с двойными верхними распределительными валами (DOHC), удерживаемыми в съёмном кулачковом зажиме, который служит направляющей клапанов. Каждый распредвал имеет пять подшипников и приводится в движение индивидуальными зубчатыми колёсами на передней части двигателя. Распределительные валы, водяной насос и вентилятор приводятся в действие неопреновым резиновым ремнём, армированным стекловолокном, как у двигателя SOHC Vega 2300. Головка блока цилиндров имеет сёдла клапанов из спечённого чугуна. Поршни из кованного алюминия с коленвалом и шатунами из термообработанной кованой стали повышают долговечность.
Двигатель имеет выпускной коллектор из нержавеющей стали и систему электронного впрыска топлива (EFI) Bendix, включающей четыре инжекторных клапана, электронный блок управления (ECU), пять независимых датчиков и два топливных насоса. Будучи примерно на 27 кг легче, чем двигатель Vega с одним верхним распредвалом (SOHC), он развивает максимальную мощность при 5600 об/мин, а его красная зона составляет 6500 об/мин, в то время как двигатель Vega с одним верхним распредвалом (SOHC) достигает пика мощности при 4400 об/мин, а его красная зона составляет 5000 об/мин. Таким образом, мощность двигателя Cosworth Vega Twin-Cam составляет 82 кВт (110 л. с.) при 5600 об/мин, а крутящий момент — 145 Н⋅м при 4800 об/мин. Из 5000 произведённых двигателей использовалось 3508 штук. Около 500 двигателей были разобраны на запчасти, а остальные были утилизированы.

## Обзоры
В августе 1973 года в журнале Car and Driver сообщалось: «Cosworth Vega 16-клапанный. Больше, чем просто двигатель. Компактное спортивное купе с подтянутым мускулистым кузовом, способное сокрушить самоуверенность BMW 2002tii и Alfa GTV с пятиступенчатой коробкой передач. Ограниченная серия из 4000 машин, каждая из которых была построена вдали от суматохи сборочной линии до точных допусков, как демонстрация технической мощи Chevrolet. Все они будут коллекционными» (англ. Cosworth Vega 16-Valve. More than an engine. A taut-muscled GT coupe to devastate the smugness of BMW 2002tii's and 5-speed Alfa GTV's. A limited run of 4000 machines, each one built away from the tumult of the assembly line to precision tolerances, as a show of technical force by Chevrolet. All of them will be collector's items).
В журнале History of 0–60 сообщалось, что в 1974 году время разгона предсерийного Chevrolet Cosworth Vega — 7,7 секунды — стало лучшим результатом среди автомобилей того года. Испытывая модель 1975 года выпуска, издание отмечало: «Наиболее выдающейся особенностью Cosworth Vega является её превосходная сбалансированность. Распределение жёсткости на кручение идеально, практически отсутствует недостаточная поворачиваемость при входе в поворот, а при выходе появляется именно такое количество заноса задней оси, какое нужно... Проходя сквозь лес или съезжая с горы, Cosworth ведёт себя агрессивно и дерзко, готов принять бой против лучших спортивных автомобилей мира» (англ. The outstanding feature of the Cosworth Vega is its excellent balance. Roll-stiffness distribution is ideal, with little understeer entering a turn, and just the right amount of drift from the tail as you put your foot down to exit . . . Through the woods or down a mountain, the Cosworth is a feisty aggressor willing, if not altogether able to take on the world's best GT cars).
В журнале Motor Trend, где был опубликован тест-драйв модели 1975 года выпуска, отмечалось, что Chevrolet Cosworth Vega «летит словно легендарная летучая мышь из пещер Карлсбадских гротов [...]. На умеренной скорости машина демонстрирует почти нейтральную управляемость, какую только можно было встретить у американских автомобилей...» (англ. goes like the proverbial bat out of Carlsburg Caverns [...] At moderate speeds, the car is as close to neutral handling as any American car I have ever driven...).

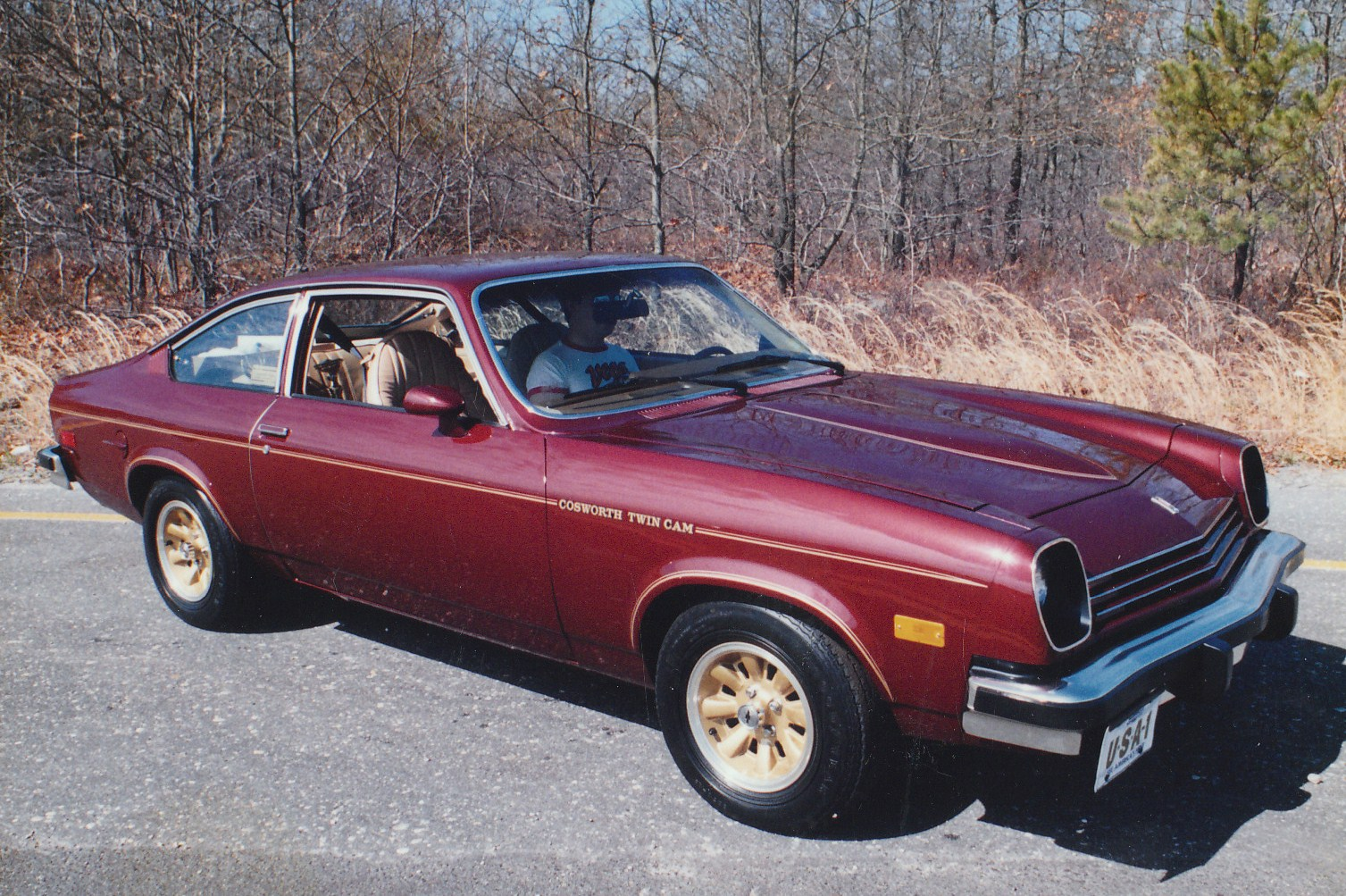
1976 Cosworth Vega

В журнале Road & Track, где был опубликован тест-драйв модели 1976 года выпуска, сообщалось: «Управляемость Cosworth Vega очень хороша [...] Все водители сошлись во мнении, что эта машина значительно лучше управляется, чем модификации Vega, такие как Monza, оснащённые двигателями V6 или V8 [...] Не можем удержаться от замечания, что с двигателем Cosworth Vega машина теперь едет так, как должна была бы ездить всё время — легко, плавно, с хорошей реакцией и отличной управляемостью: прекрасное сочетание производительности и экономичности. Однако несмотря на всю свою прелесть, Cosworth Vega сильно уступает по уровню возбуждения тому, каким мог бы стать с дополнительными 30 или 40 лошадиными силами. Тогда это действительно было бы нечто особенное» (англ. The Cosworth Vega's handling is very good [...] All the drivers agreed that it is a far better handling car than those Vega derivatives such as the Monza that have been fitted out with V6 or V8 engines [...] We can't resist saying that with the Cosworth Vega engine, the Vega now runs the way it should have run all the time—easy, smooth, good response, good handling: a nice balance between performance and economy. Sweet as it is however, the Cosworth Vega is still way down the excitement ladder from what it would be with another 30 or 40 bhp. Then it would really be something).
В 1976 году в журнале Road Test в выпуске «Supercoupe Shootout» — Alfa vs. Mazda vs. Lancia vs. Saab vs. Cosworth Vega — сообщалось: «Результаты приведены на рисунке 2. Читайте и плачьте, все фанатики иностранных авто, потому что прямо там, на самом верху, да ещё и с большим отрывом, располагается Cosworth Vega. Она показала самое быстрое время разгона от 0 до 60 миль в час, самый быстрый разгон на дистанции в четверть мили и разделила первое место с Saab по наименьшей дистанции торможения. Cosworth американский, предмет коллекционирования, и он был близок, чертовски близок к победе во всём соревновании» (англ. The results are in Figure 2. Read 'em and weep, all you foreign-is-better nuts, because right there at the top, and by a long way at that, is the Cosworth Vega. It had the fastest 0-60 time, the fastest quarter-mile time, and tied with the Saab for the shortest braking distance. The Cosworth is American, and a collector's item, and it came close, damn close to winning the whole thing).
В четвёртом ежегодном выпуске Ten Best журнала Car and Driver Cosworth Vega был выбран в качестве одного из «10 лучших коллекционных автомобилей» (англ. 10 Best Collectible Cars). Журналисты заявили: «Мы говорим здесь об историческом значении» (англ. We're talking about historical significance here).